# به تبر دست نزن
به تبر دست نزن (فرانسوی: Ne touchez pas la hache‎) یا دوشس لانگه (انگلیسی: The Duchess of Langeais) یک فیلم درام فرانسوی-ایتالیایی به کارگردانی ژاک ریوت محصول سال ۲۰۰۷ است. از بازیگران آن ژان بالیبار، گیوم دوپاردیو، میشل پیکولی، بول اوژیه و باربت شرودر را می‌توان نام برد.